# (73154) 2002 GD110
(73154) 2002 GD110 – planetoida z pasa głównego asteroid okrążająca Słońce w ciągu 3,62 lat w średniej odległości 2,36 j.a. Odkryta 10 kwietnia 2002 roku.